# Madone de la Compassion des cœurs mauvais
La Madone de la Compassion qui touche les cœurs des plus mauvais, ou Madone de la Compassion des cœurs mauvais (en russe : Богоматерь Умиление злых сердец) est un tableau du peintre russe Kouzma Petrov-Vodkine, réalisé dans les années 1914—1915.
Certains tableaux de Kouzma Petrov-Vodkine ont un caractère religieux et, quand les sujets sont laïques, restent malgré tout empreints de spiritualité. D'une admiration pour Matisse et les cubistes, cet artiste est ainsi passé au cours de sa carrière à un enthousiasme pour l'art religieux traditionnel des icônes. Par la préparation de la couleur et son utilisation en aplats, son œuvre trahit d'ailleurs visiblement l'influence de l'art byzantin et de Matisse.
Kouzma Petrov-Vodkine a commencé par créer des images de la Vierge pour l'abside d'une église d'un institut orthopédique du nom du Docteur Vredene, dans le parc Alexandre près de Saint-Pétersbourg. De nombreuses années plus tard, il est retourné revoir cette église. En 1913—1915, le peintre a également travaillé dans la cathédrale navale de Kronstadt et dans la cathédrale de Soumy. Ces démarches semblent liées à ce tableau de la Madone de la Compassion mais aussi à celui de « la Mère » (1915) qui représente une jeune paysanne allaitant son enfant au sein.
Le peintre a appelé son tableau Madone de la compassion qui touche les cœurs des plus mauvais, et dans l'iconographie orthodoxe de la Mère de Dieu, il existe un type d'icône particulier appelé « Compassion des cœurs mauvais », devant laquelle les fidèles prient pour demander de pacifier des ennemis, pour adoucir des cœurs méchants ou pour éviter des hostilités ou des persécutions. Le tableau a été réalisé par Kouzma Petrov-Vodkine pendant la Première Guerre mondiale et traduit l'état d'esprit de l'artiste à cette époque. Malgré ses petites dimensions, le tableau se présente comme une œuvre monumentale. La tête de la Vierge est couverte d'une cape rouge. De ses mains tendues elle tente d'apaiser ceux qui la regardent et elle les bénit. L'expression de son visage est sereine. À gauche dans le fond, la Vierge est représentée avec l'Enfant Jésus, et à droite la Crucifixion du Christ est placée derrière la tête de la Vierge.
Ces scènes qui se trouvent sur les côtés du tableau à l'arrière-plan font penser aux kleimos des icônes jitiés russes qui apparaissent sur les polés de celles-ci et qui permet de donner un ton narratif à l'icône, alors qu'il n'y à qu'un seul personnage central.